# Gérson Magrão
Gérson Alencar de Lima Júnior (voetbalnaam Gérson Magraõ) (Diadema, 13 juni 1985) is een Braziliaans voetballer die als middenvelder speelt.

## Carrière
In 2004 verliet Magrão Cruzeiro voor het Nederlandse Feyenoord. Omdat hij in Rotterdam nooit succesvol werd keerde Magrão in 2007 terug naar Brazilië om achtereenvolgens te spelen voor Flamengo, Ipatinga en Cruzeiro. In de zomer van 2009 verkaste Magrão naar Oekraïne om te gaan spelen voor FC Dynamo Kiev voor die club maakte hij in de wedstrijd tegen het Russische Roebin Kazan een doelpunt waardoor ze doorgingen naar de groepsfase van de UEFA Champions League. In 2012 keerde hij terug naar Brazilië waar hij via Primavera op huurbasis bij Santos FC kwam waarmee hij de Recopa Sudamericana 2012 won. In het seizoen 2013/14 kwam hij uit voor Sporting Clube de Portugal. In 2015 speelde hij voor CRB en in 2016 kwam hij uit voor XV de Piracicaba.

## Clubstatistieken
| Seizoen | Competitie    | Land      | Club        | Duels | Goals |
| ------- | ------------- | --------- | ----------- | ----- | ----- |
| 2004/05 | Eredivisie    | Nederland | Feyenoord   | 6     | 0     |
| 2007    | Série A       | Brazilië  | CR Flamengo | 2     | 0     |
| 2007    | Série A       | Brazilië  | Ipatinga    | 20    | 9     |
| 2008    | Série A       | Brazilië  | Ipatinga    | 6     | 1     |
| 2008    | Série A       | Brazilië  | Cruzeiro    | 18    | 2     |
| 2009    | Série A       | Brazilië  | Cruzeiro    | 10    | 0     |
| 2009/10 | Vysjtsja Liha | Oekraïne  | Dynamo Kiev | 21    | 3     |
| 2010/11 | Vysjtsja Liha | Oekraïne  | Dynamo Kiev | 6     | 0     |
| 2011/12 | Vysjtsja Liha | Oekraïne  | Dynamo Kiev | 0     | 0     |
| 2012    | Série A       | Brazilië  | Santos      | 15    | 0     |
| Totaal  | Totaal        | Totaal    | Totaal      | 104   | 14    |